# Lappa

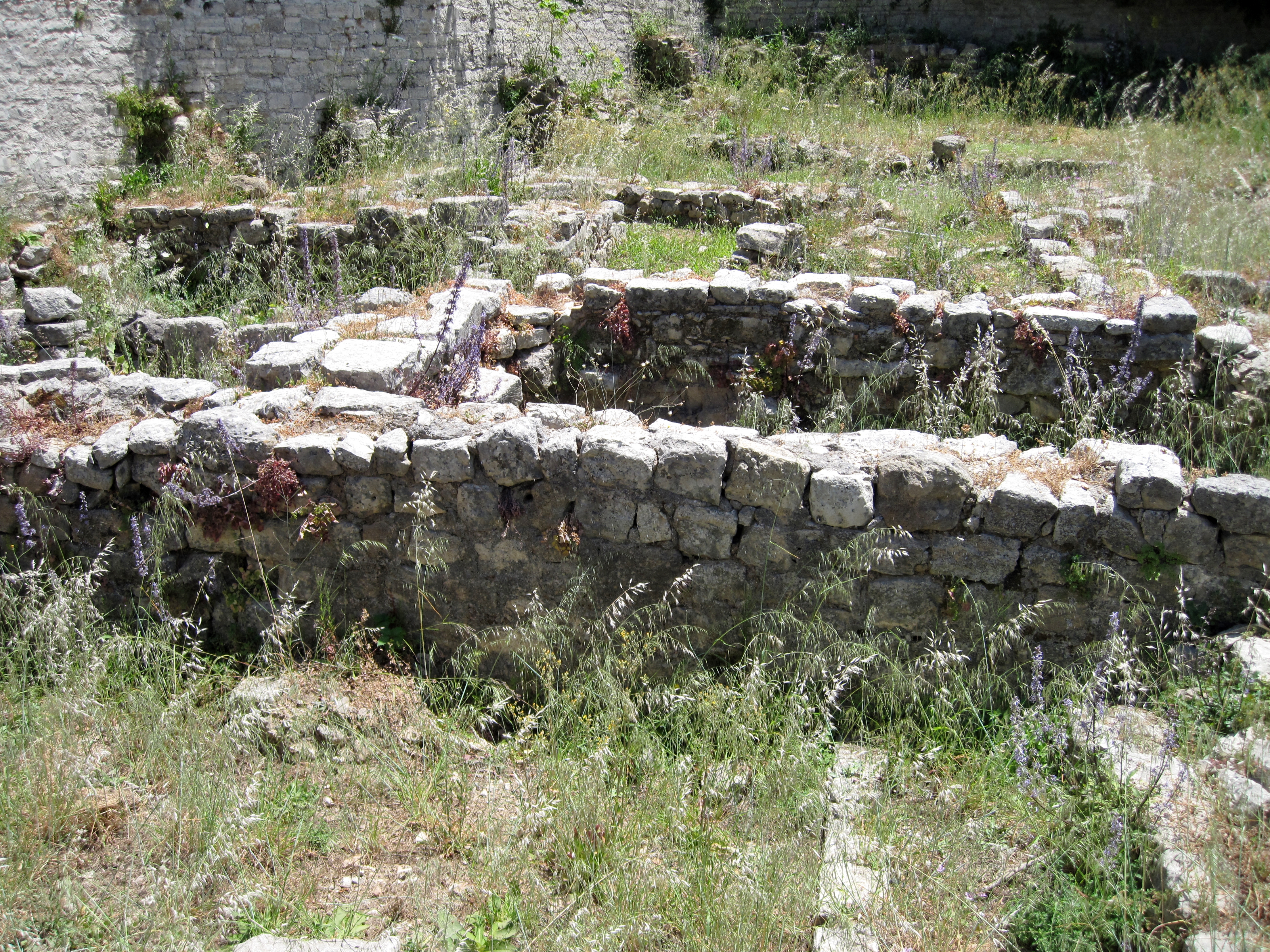
Gebäudereste des antiken Lappa

Lappa (altgriechisch Λάππα oder Λάμπα Lampa / Λάμπαι Lampai, auch Λάμπη Lampē) war eine antike Stadt im Binnenland des westlichen Kreta an der Stelle des heutigen Argyroupoli. Ihr Territorium erstreckte sich bis zur Südküste der Insel, wo sie über den Hafen Phoinix (Φοῖνιξ) verfügte.
Bei der Eroberung Kretas durch den römischen Feldherrn Quintus Caecilius Metellus Creticus 67 v. Chr. wurde die Stadt eingenommen und weitgehend zerstört. Nachdem die Einwohner sich im römischen Bürgerkrieg auf die Seite des späteren Augustus gestellt hatten, gab er Lappa die Freiheit als civitas libera zurück. In spätklassisch-hellenistischer und römischer Zeit prägte die Stadt eigene Münzen. In der Spätantike war Lappa Sitz eines Bischofs; auf das Bistum geht das Titularbistum Lappa der römisch-katholischen Kirche zurück.
Im Gebiet des modernen Argyroupoli sind einige verstreute Reste vor allem aus römischer Zeit erhalten.

## Belege
1. ↑  Nach Ptolemäus, Skylax und Strabon.
2. ↑  Nach Hierokles.
3. ↑  William Smith: Dictionary of Greek and Roman Geography, London 1854.
4. ↑  Cassius Dio 36, 18.
5. ↑  Cassius Dio 51, 2.

Koordinaten: 35° 17′ N, 24° 20′ O